# Joachim Czichon
Joachim Czichon (né en 1952 à Pokój) est un peintre et sculpteur allemand.

## Biographie
Joachim Czichon étudie de 1973 à 1978 à l'Académie des beaux-arts de Karlsruhe auprès de Herbert Kitzel. Il fait sa première exposition en 1976.
En 1981, il reçoit une subvention de la Fondation des arts du Bade-Wurtemberg.
Il est membre de la Deutscher Künstlerbund.